# Roberto Mauri
Roberto Mauri (eigentlich Giuseppe Tagliavia; * 1924 in Castelvetrano; † 12. November 2007) war ein italienischer Filmregisseur und Drehbuchautor.

## Leben
Mauri, der als Schauspieler 1944 nach zwei Kurzfilmen seine erste kleinere Rolle in einem Spielfilm abgedreht hatte und ab 1952 in kleineren Filmen mitwirkte – eine seltene Hauptrolle spielte er in Gianfranco Parolinis François il contrabbandiere 1953 –, widmete sich nach einem Drehbuch für Ferdinando Merighi ab 1958 der Regie und inszenierte Anfang der 1960er Jahre den Vampirfilm Die Rache des Vampirs. Später folgten der Sandalenfilm Der Untergang des Leopardenreiches, Agentenfilme und einige Italowestern; seine Filme waren meist billig für den schnellen Konsum produziert und blieben so kaum im Gedächtnis.
Bei einigen Filmen verwendete er die Pseudonyme Robert Johnson oder Robert Morris.

## Filmografie (Auswahl)
Als Regisseur
- 1962: Die Rache des Vampirs (Il segno del vendicatore)
- 1963: Zarak, der Rebell (Il pirata del diavolo)
- 1964: Der Untergang des Leopardenreiches (Gli invincibili fratelli Maciste)
- 1965: Colorado Charlie
- 1965: Der Killer der sündigen Mädchen (Le notti della violenza)
- 1968: Django – sein letzter Gruß (La vendetta è il mio perdono)
- 1968: Nackt unter Affen (Eva, la Venere selvaggia)
- 1969: Kommissar X – Drei goldene Schlangen
- 1970: Der Gefürchtete (Sartana nella valle degli avvoltoi)
- 1970: Wanted Sabata
- 1971: …E lo chiamarono Spirito Santo
- 1971: Das normannische Schwert (La spada normanna)
- 1972: Er säte den Tod (Seminò la morte… lo chiamavano “Castigo di Dio”)
- 1972: Un animale chiamato uomo
- 1972: Bada alla tua pelle Spirito Santo!
- 1972: Spirito Santo e le 5 magnifiche canaglie
- 1973: Corte marziale
- 1980: Le porno killers

als Schauspieler
- 1952: Männer ohne Tränen (La voce del silenzio)